# Belgian Beer of Wallonia
Vous pouvez aider à l'améliorer ou bien discuter des problèmes sur sa page de discussion.
- Il ne cite pas suffisamment ses sources. Vous pouvez indiquer les passages à sourcer avec {{référence nécessaire}} ou {{Référence souhaitée}}, et inclure les références utiles en les liant aux notes de bas de page. (Marqué depuis mars 2021)
- Il contient une ou plusieurs listes. Le texte gagnerait à être rédigé sous la forme d’un ou plusieurs paragraphes synthétiques, afin d’être plus agréable à lire. (Marqué depuis mars 2021)
- Son texte doit être wikifié : il ne correspond pas à la mise en forme Wikipédia (style, typographie, liens internes, liens entre les wikis, etc.). (Marqué depuis mars 2021)

- Archive Wikiwix
- Bing
- Cairn
- DuckDuckGo
- E. Universalis
- Gallica
- Google
- G. Books
- G. News
- G. Scholar
- Persée
- Qwant
- (zh) Baidu
- (ru) Yandex
- (wd) trouver des œuvres sur Wikidata

Belgian Beer of Wallonia en français : « Bière belge de Wallonie » est un label pour une bière belge brassée en région wallonne et faisant l'objet d'une protection accordée par l'Agence wallonne pour la promotion d'une agriculture de qualité (APAQ-W).

## Histoire
La création de cette appellation en 2015 est une prolongation du Concours bisannuel (années paires) Best Belgian Beer of Wallonia existant depuis 2012 qui visait déjà à mettre en évidence la qualité et la diversité des bières régionales wallonnes.

## Logo
Le logo est représenté sous la forme d'un disque noir contenant trois cuves de fermentation de couleurs jaune, rouge et brune au-dessus de l'appellation Belgian Beer of Wallonia.

## Conditions d'admissibilité
Parmi les conditions d'admissibilité, une bière Belgian Beer of Wallonia doit :
- être brassée dans une brasserie dont le ou les siège(s) d’exploitation  doi(ven)t être situé(s) en Wallonie;
- être brassée en propre par la brasserie qui est l'unique dépositaire du nom de cette bière (les bières à façon et à étiquette ne sont pas admises);
- comprendre toutes les étapes entre le brassage et la fermentation principale, la garde (le cas échéant) et la refermentation en bouteille effectuées au(x) siège(s) d’exploitation du brasseur.

## Membres
20 brasseries wallonnes produisent des bières sous la protection du label Belgian Beer of Wallonia.
Liste au 1er juillet 2016 :
- Province du Brabant wallon (2): brasserie de Jandrain-Jandrenouille et brasserie Lefebvre.
- Province de Hainaut (9): Authentique Brasserie, brasserie de Blaugies, brasserie de Brunehaut, brasserie de Cazeau, brasserie Deseveaux, brasserie Dubuisson, brasserie des Légendes, brasserie Quintine et brasserie de Saint-Feuillien.
- Province de Liège (3): brasserie La Botteresse, brasserie Elfique et brasserie Grain d'Orge.
- Province de Luxembourg (3): brasserie Gengoulf, brasserie de Rulles et brasserie Les Trois Fourquets.
- Province de Namur (3): brasserie de Bertinchamps, brasserie Caracole et brasserie Minne.

## Autres labels brassicoles
- Authentic Trappist Product
- Haut conseil pour lambiques artisanales (HORAL)
- Bière belge d'Abbaye reconnue
- Belgian Family Brewers